# Steve Morabito
Steve Morabito (ur. 30 stycznia 1983 w Monthey) – szwajcarski kolarz szosowy, zawodnik należącej do dywizji UCI WorldTeams drużyny FDJ.

## Najważniejsze osiągnięcia
2006
- 1. miejsce na 5. etapie w Tour de Suisse
- 2. miejsce w GP Schwarzwald

2007
- 2. miejsce w Herald Sun Tour
  - 1. miejsce na 4. i 6. etapie
- 4. miejsce w GP Miguel Indurain

2010
- 4. miejsce w Tour de Suisse

2011
- 5. miejsce w Giro del Trentino
- 2. miejsce w mistrzostwach Szwajcarii (start wspólny)

2012
- 2. miejsce w Österreich-Rundfahrt

2014
- 6. miejsce w Tour de Suisse
- 3. miejsce w mistrzostwach Szwajcarii (start wspólny)

2015
- 8. miejsce w Tour de Suisse

2016
- 8. miejsce w Tour Down Under

## Starty w Wielkich Tourach
| Grand Tour | 2006 | 2007 | 2008 | 2009 | 2010 | 2011 | 2012 | 2013 | 2014 | 2015 | 2016 |
| ---------- | ---- | ---- | ---- | ---- | ---- | ---- | ---- | ---- | ---- | ---- | ---- |
| Giro       | -    | 83.  | WD   | 88.  | -    | -    | -    | 34.  | 25.  | -    | -    |
| Tour       | -    | -    | -    | -    | 50.  | 48.  | -    | 35.  | -    | DNF  | 36.  |
| Vuelta     | 84.  | -    | -    | -    | -    | -    | 35.  | -    | DNF  | -    | -    |